# 등위면
등위면에 대해 설명한다.

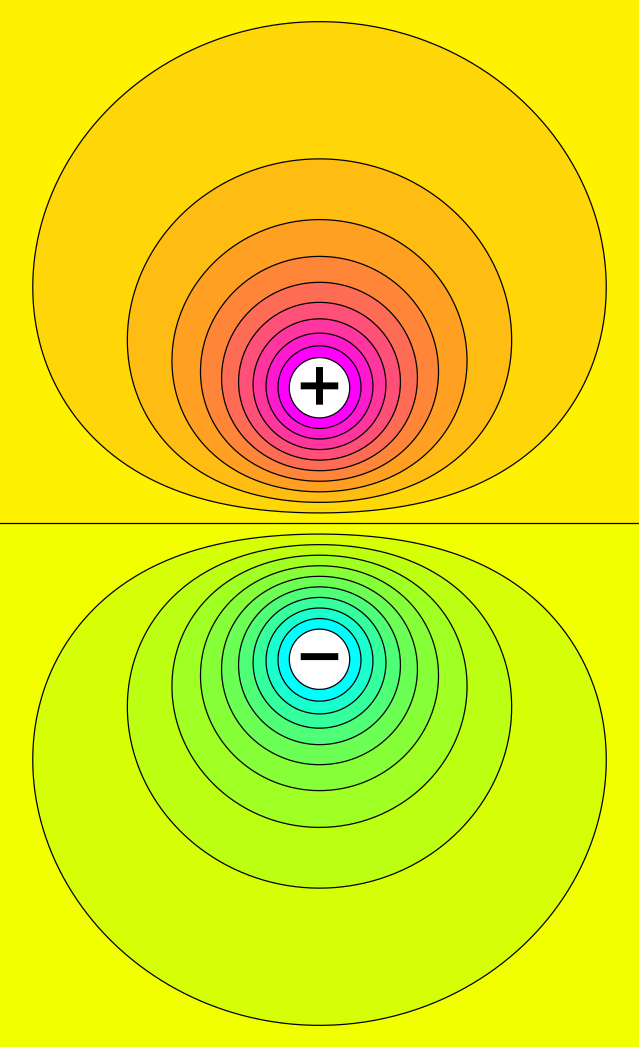

전기장 안에서 전위가 같은 점들로 이루어진 면, 이 점들을 이은 선은 등전위선이라고 한다. 단위 (+)전하를 전기장과 반대 방향으로 움직이려면 외부에서 일을 해주어야 한다. 이 때 단위 (+)전하를 전기장 안의 기준점에서 다른 점까지 옮기는 데 필요한 일의 양이나 전기적 위치에너지를 전위라고 한다. 등전위면에 있는 모든 점들은 전위차가 없기 때문에 등전위면을 따라 전하를 이동시켰을 때의 한 일은 0이 된다. 전하의 이동이 없을 때에는 도체 안에서의 전기장이 0이기 때문에 전하의 이동이 없을 때 도체 내부의 전위는 모든 점에서 같다. 따라서 도체 표면은 등전위면이 된다. 공간에 점전하가 있을 때는 점전하를 중심으로 하는 모든 구의 표면이 등전위면이다. 두 긴 도선에 각 각 (+)전하와 (-)전하가 분포되어 있을 때에는 두 도선 사이에 잇는 평면과 도선을 중심으로 한 원통 표면이 등전위면이다. 등전위면은 전기력선과 서로 수직을 이룬다. 지도의 등고선에서 지면의 경사가 급한 곳은 등고선이 밀하고 경사가 완만한 곳은 등고선이 소한 것처럼,
전기장이 센 곳에서는 등전위면이 밀하고 전기장이 약한 곳은 등전위면이 소하다.